# Hiromi Hara
Hiromi Hara (jap. 原 博実, Hara Hiromi; * 19. Oktober 1958 in Kuroiso, Präfektur Tochigi) ist ein ehemaliger japanischer Fußballspieler und -trainer.

## Nationalmannschaft
1978 debütierte Hara für die japanische Fußballnationalmannschaft. Hara bestritt 75 Länderspiele und erzielte dabei 37 Tore. Mit der japanischen Nationalmannschaft qualifizierte er sich für die Asienspiele 1978, 1982, 1986.

## Errungene Titel
- Japan Soccer League: 1982